# Cột Đức Mẹ ở Sedlčany

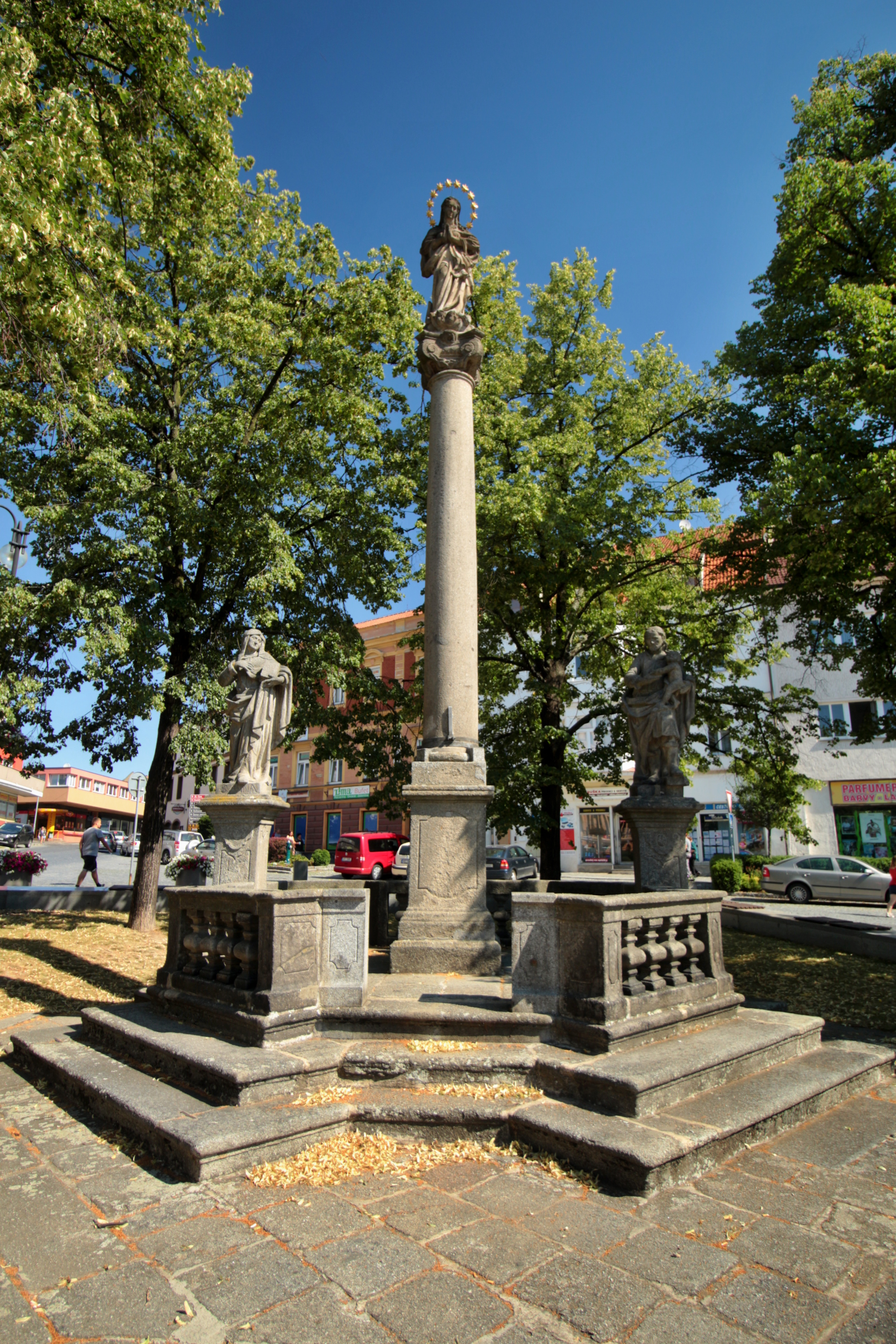
Cột Đức Mẹ ở Sedlčany (2019)

Cột Đức Mẹ ở Sedlčany (tiếng Séc: Mariánský sloup v Sedlčanech) là một trong những tượng đài tôn giáo nổi tiếng về Đức Mẹ, tọa lạc ở quảng trường TG Masaryk tại thị trấn Sedlčany, huyện Příbram, vùng Středočeský, Cộng hòa Séc. Tượng đài này có tên trong danh sách các di tích văn hóa của Cộng hòa Séc.

## Lịch sử
Cột Đức Mẹ được dựng lên để ngăn chặn một trận dịch hạch bùng phát ở thị trấn Sedlčany vào năm 1713. Ban đầu, công trình này chỉ gồm một cột đá granit nhẵn và bức tượng Đức Mẹ Vô nhiễm nguyên tội bằng đá sa thạch ở trên đỉnh cột. Bức tượng này được đánh giá là tác phẩm của nhà điêu khắc Bernard Spinetti.
Năm 1772, các bức tượng của Thánh Giuse và Thánh Anna (tác giả: nhà điêu khắc Tomáš Hatlák) đã được thêm vào phía trên các giá đỡ hình lăng trụ nằm ở hai bên cột Đức Mẹ.
Ngày 3 tháng 5 năm 1958, cột Đức Mẹ cùng cặp điêu khắc được đưa vào danh sách di tích cấp quốc gia. Khu phức hợp di tích được trùng tu vào năm 1964.

## Mô tả
Bức tượng trên đỉnh cột khắc họa hình ảnh Đức Mẹ Vô nhiễm nguyên tội, có những nét tương đồng với các tác phẩm điêu khắc khác về Đức Mẹ. Mẹ Maria đang diện một bộ áo dài với mái tóc xõa ở sau vai. Đằng sau mái tóc là một vầng hào quang được kết từ 12 ngôi sao. Ngài đang chắp tay trước ngực để cầu nguyện những điều bình an.